# La mujer del zapatero (película de 1941)

La mujer del zapatero es una película de Argentina dirigida por Julio Irigoyen con la colaboración de J. Roberto Deprisco que se estrenó el 9 de abril de 1941 y que tuvo como protagonistas a Tino Tori y Ada Cornaro.

## Reparto
- Jorge Aldao
- Warly Ceriani
- Domingo Conte
- Ada Cornaro
- Víctor D'Amario
- Josefina Dessein
- Álvaro Escobar
- Carlos A. Gordillo
- Elvita Solán
- Arturo Sánchez
- Tino Tori
- Herminia Velich
- Juan Miguel Velich
- Elisa Labardén

## Comentarios
Manrupe y Portela la califican de “rudimentaria comedia de apuro” y la crónica de Crítica dijo:

”Una burda comedia que busca el reflejo de un título para disimular su indisimulable carencia de valores argumentales.”

## Producción
El filme fue producido por una empresa dirigida por Julio Irigoyen que se caracterizaba por producir filmes clase “C” de muy bajo presupuesto y poca calidad artística, que en general eran historias con los personajes característicos de la ciudad: guapos prostitutas, cantores de tango, jugadores en oscuros cafetines, hipódromos y salones aristocráticos. La mayoría eran películas de gauchos o típicamente porteñas, con tango o con canciones de tierra adentro. Es dificultoso acceder a información sobre esas películas, en primer lugar porque una parte no se estrenó en Buenos Aires sino en las provincias del interior de Argentina y también en otros países de América Latina, en segundo término porque Irigoyen no conservaba los negativos y en tercer lugar por el escaso interés que tenía por ellas la prensa especializada.